# 航天桥
39°55′22″N 116°18′15″E / 39.92279°N 116.30414°E

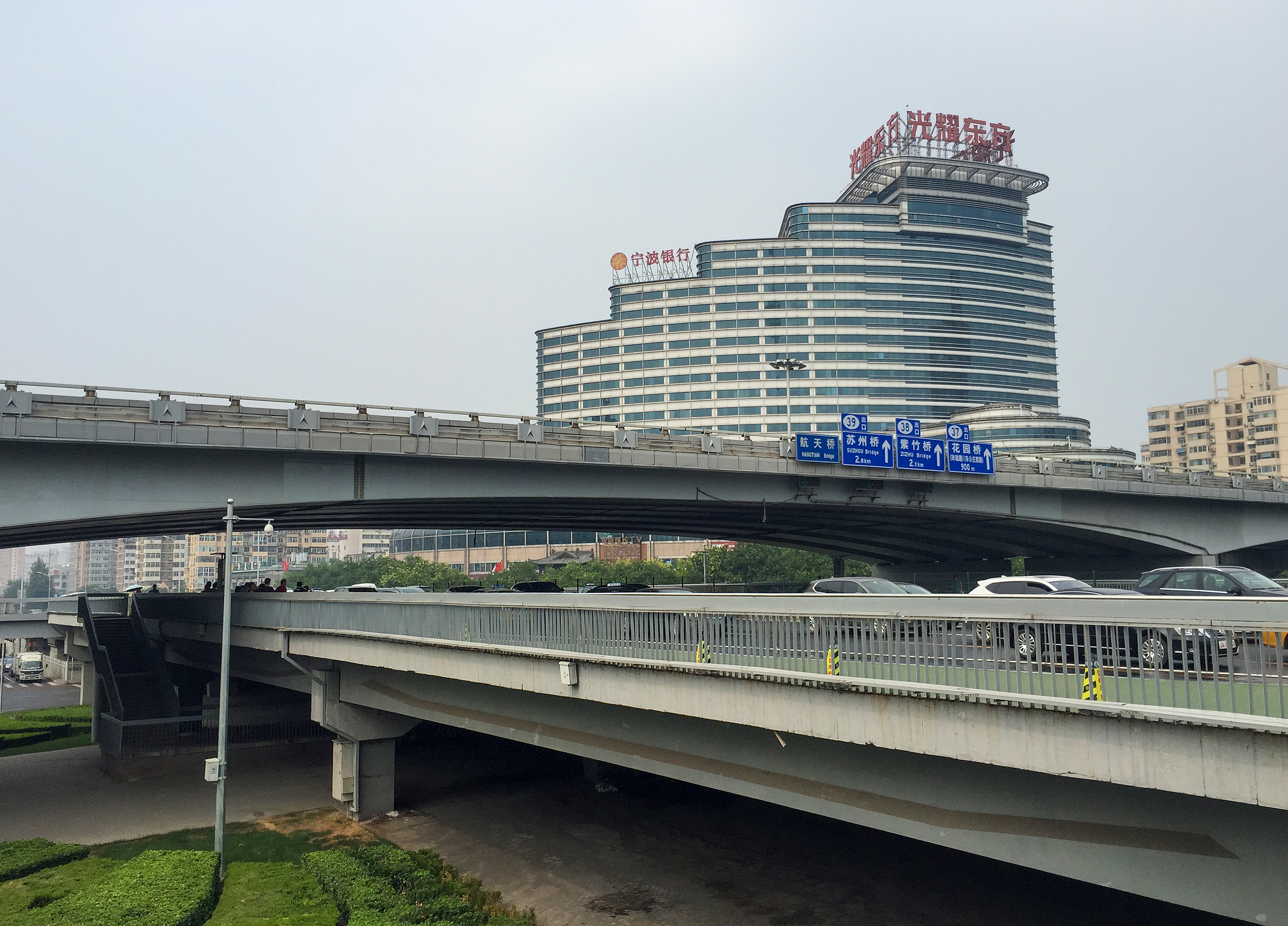
从西南角拍摄的航天桥，可见阜成路主路在此处上跨西三环

航天桥位于北京市海淀区甘家口街道与八里庄街道交界处，是阜成路（东西向）和西三环北路－西三环中路（南北向）交汇处的一座立交桥。该桥由东西、南北两座桥和桥下辅路环岛组成，两座桥分别长679.2和452.0米，宽28.5米，于1994年建成 。航天工业部（今国家航天局、航天科技集团与航天科工集团）位于此桥东南角，故而得名。未来规划有北京地铁3号线与北京地铁7号线航天桥站